# Śmierć lorda Edgware’a
Śmierć lorda Edgware'a (ang. Lord Edgware Dies lub Thirteen at Dinner) – powieść detektywistyczna Agathy Christie napisana w roku 1933. Na podstawie książki stworzono jeden film kinowy (w roku 1934) i dwa filmy telewizyjne (w latach 1985 i 2000).

## Opis fabuły
Zostaje zamordowany baron Edgware. Podejrzenia o dokonanie zbrodni padają na żonę, Jane Wilkinson, która od dłuższego czasu próbowała namówić męża na rozwód, aby poślubić księcia Merton. Sekretarka i lokaj barona Edgware'a potwierdzają, że Jane Wilkinson przyszła o 22.00 i poszła porozmawiać z mężem. Okazuje się jednak, że baron Edgware zgodził się wreszcie na rozwód, a jego żona cały wieczór spędziła na balu w towarzystwie dwunastu godnych zaufania osób, które potwierdzają jej alibi. Kto w takim razie zabił barona Edgware'a? Herkules Poirot wraz ze swoim przyjacielem, Arthurem Hastingsem, i inspektorem Jappem rozpoczynają śledztwo.

## Rozwiązanie
Zbrodni dokonała jednak Jane Wilkinson. Wbrew pozorom cały czas miała silny motyw do zabicia męża, ponieważ nie satysfakcjonował jej nawet rozwód, jej nowy wybranek ich bowiem nie uznawał. Jane do spółki namówiła nieświadomą niczego Carlottę Adams – doskonałą aktorkę, która wcieliła się w jej rolę na przyjęciu mającym zapewnić alibi morderczyni. Tymczasem prawdziwa Wilkinson poszła zabić męża. Później zginąć musiała również Carlotta, która mogłaby pójść na policję, kiedy już zorientowałaby się, w czym naprawdę pomogła. Jane Wilkinson zabiła też jednego z członków przyjęcia, na którym rzekomo była, ponieważ przy kolejnej okazji rozpoznał on, że ma do czynienia z inną kobietą. Kiedy wszystko wychodzi na jaw, sprawczyni trafia na szubienicę. Jeszcze przed egzekucją pisze list do Poirota, w którym wyjaśnia szczegóły popełnianych morderstw.